# The One (Backstreet Boys)
The One è un brano musicale dei Backstreet Boys, pubblicato il 16 maggio 2000 come quarto ed ultimo singolo dell'album Millennium. La canzone fu scritta da Max Martin e da Brian Littrell.
In un'intervista del 2005 su The View, il gruppo affermò che The One in realtà non doveva essere il quarto singolo dell'album; il gruppo infatti aveva lanciato un sondaggio su Total Request Live, chiedendo ai fan di scegliere il prossimo singolo da estrarre, e dopo che Nick Carter stesso votò per The One, tutte le sue fan seguirono la sua scelta. Il resto del gruppo preferiva invece il brano Don't Want You Back. Il brano fu usato come sigla d'apertura dell'anime Hanada Shonen-shi.

## Video
Il video fu diretto da Chris Hafner e Kevin Richardson nell'aprile del 2000. Si apre con una dedica ai fans, tecnici, musicisti e ballerini che i BSB ringraziano per averli accompagnati durante il 1999 ed il 2000, gli anni del successo planetario di Millennium e del tour mondiale Into the Millennium Tour. Viene poi mostrato in time-lapse l'allestimento del palco per la tappa del tour presso il Bankers Life Fieldhouse, un palazzetto della pallacanestro il cui campo venne smontato per la costruzione del palco. Per tutta la durata della canzone, il video mostra spezzoni video delle performance e del backstage del tour mentre in sottofondo si odono le urla del pubblico, aggiunte per dare risalto alle immagini delle esibizioni live. Si conclude con il rimontaggio, sempre in time-lapse, del campo da pallacanestro dopo la fine del concerto.

## Curiosità
- One, la parola del titolo di questo brano, è anche il numero corrispondente alla rete Mediaset Italia 1, che come mascotte aveva Uan, italianizzazione proprio di One.

## Tracce

### CD 1
1. "The One" (Album Version) – 3:46
2. "Show Me the Meaning of Being Lonely" (Soul Solution Mixshow Edit) – 3:40
3. "Larger than Life" (Jack D. Elliot Radio Mix) – 3:50

### CD 2
1. "The One" (Album Version) – 3:46
2. "The One" (Instrumental) – 3:46
3. "Show Me the Meaning of Being Lonely" (Jason Nevins Crossover Remix) – 3:57

## Classifiche

### Classifiche settimanali
| Classifica (2000)                      | Posizione più alta |
| -------------------------------------- | ------------------ |
| Australia (ARIA Charts)                | 41                 |
| Austria (Ö3 Austria Top 40)            | 25                 |
| Belgio (Fiandre) (Ultratop)            | 35                 |
| Canada (RPM)                           | 4                  |
| Finlandia (Suomen virallinen lista)    | 19                 |
| Germania (Offizielle Top 100)          | 11                 |
| Irlanda (IRMA)                         | 19                 |
| Italia (FIMI)                          | 10                 |
| Nuova Zelanda (RMNZ)                   | 15                 |
| Paesi Bassi (Dutch Top 40)             | 21                 |
| Regno Unito (Official Charts Company)  | 8                  |
| Romania (Romanian Top 100)             | 4                  |
| Spagna (PROMUSICAE)                    | 9                  |
| Svezia (Sverigetopplistan)             | 25                 |
| Svizzera (Schweizer Hitparade)         | 19                 |
| USA Billboard Hot 100                  | 30                 |
| USA Hot Adult Contemporary (Billboard) | 15                 |
| USA Adult Top 40 (Billboard)           | 15                 |
| USA Mainstream 40 (Billboard)          | 11                 |

## Versioni
- "The One" (Album Version) – 3:46
- "The One" (Instrumental) – 3:46
- "The One" (Jack D. Elliot Radio Mix) – 3:35
- "The One" (Pablo Flores Miami Mixshow Edit) – 6:29
- "The One" (Pablo Flores Miami Club Mix) – 10:07